# Behind the Front
Behind the Front är The Black Eyed Peas debutalbum, utgivet den 30 juni 1998.

## Låtförteckning
1. "Fallin' Up" ft. Sierra Swan & Planet Swan - 5:08
2. "Clap Your Hands" ft. Dawn Beckman - 4:57
3. "Joints & Jam" ft. Aaliyah - 3:35
4. "The Way U Make Me Feel" - 4:19
5. "Movement" - 4:42
6. "Karma" ft. Einstein Brown - 4:28
7. "Be Free" - 4:06
8. "Say Goodbye" - 4:01
9. "Duet" ft. Red Foo - 4:21
10. "Communication" - 5:41
11. "What It Is" - 4:45
12. "¿Que Dices?" - 4:01
13. "A8" - 3:52
14. "Love Won't Wait" ft. Macy Gray - 3:35
15. "Head Bobs" - 4:14
16. "Positivity" - 8:06